# Prêmio Ieda Sanches

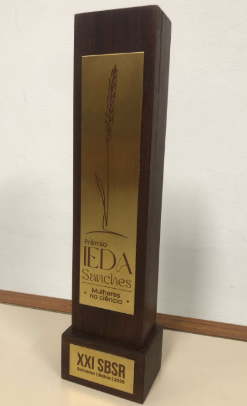
Estatueta do Prêmio Ieda Sanches apresentada em 2025 durante o XXI Simpósio Brasileiro de Sensoriamento Remoto

O Prêmio Ieda Sanches foi pensado e criado para homenagear a participação de mulheres na ciência, especificamente na área de sensoriamento remoto. O prêmio teve início em 2025, na 21ª edição do Simpósio Brasileiro de Sensoriamento Remoto (XXI SBSR), e é concedido na categoria de melhor artigo submetido de iniciação científica para jovens cientistas. O trabalho premiado em 2025 é intitulado "Remote sensing approaches to analyze the relationship between soil phosphorus stocks and mineralogy: a case study"   . 
O prêmio é inspirado na trajetória acadêmica e profissional da Dra. Ieda Del'Arco Sanches (falecida em 7 de janeiro de 2025), pesquisadora da Divisão de Observação da Terra e Geoinformática (DIOTG)  do Instituto Nacional de Pesquisas Espaciais (INPE)  . Ao longo de sua carreira, a Dra. Ieda conduziu estudos de sensoriamento remoto agrícola com o uso de drones e satélites, sensores ópticos hiperespectrais e espectrorradiometria, e de uso e cobertura da terra.

## Descrição do prêmio
O prêmio físico é concedido em uma estatueta de madeira com a representação de um trigo que remete à deusa grega Deméter, cultuada por seus propósitos agrícolas de colheita e cultivo da terra, de acordo com as estações do ano e os ciclos naturais do planeta Terra.

## Simpósio Brasileiro de Sensoriamento Remoto
O SBSR tem como objetivo congregar a comunidade técnico-científica, empresarial e usuários de maneira geral das áreas de sensoriamento remoto, geoinformática e de suas aplicações para a apresentação de trabalhos e debates sobre as pesquisas, desenvolvimento tecnológico, ensino e a política científica realizados no país e no mundo nos últimos dois anos . O SBSR teve início em 1978, e os anais de todas as edições estão disponíveis . A XXI edição aconteceu em Salvador, capital do estado da Bahia, no Centro de Convenções, durante os dias 13 e 16 de abril de 2025.